# Eretmograptis
Eretmograptis is een geslacht van vlinders van de familie grasmineermotten (Elachistidae).

## Soorten
- E. coniodoxa Meyrick, 1938